# المناقع
المناقع قرية تقع في معتمدية بئر المشارقة بولاية زغوان بالوسط التونسي.

### مواضيع ذات علاقة
- معتمدية بئر المشارقة.
- ولاية زغوان.